# Abd-or-Reza Pahlawi
Abd-or-Reza Pahlawi (pers. عبدالرضا پهلوی, ur. 19 sierpnia 1924 w Teheranie, zm. 11 maja 2004 na Florydzie) – książę irański, podporucznik Cesarskiej Armii Iranu, syn Rezy Szacha Pahlawiego (założyciela dynastii Pahlawi) i jego szóstej żony Ismat ol-Molouk. Odebrał staranne wykształcenie w Szwajcarii i na Uniwersytecie Harwardzkim w USA.
Wraz z bratem Alim Rezą Pahlawim I towarzyszył swojemu ojcu na wygnaniu na Mauritiusie i w Johannesburgu w latach 1941–1944. Po powrocie do Iranu był przez pewien czas przewodniczącym zarządu Irańskiego Centrum Studiów Zarządzania, następnie Organizacji Ochrony Środowiska. Od 1979 roku przebywał na emigracji w USA, zmarł na Florydzie.